# Sguardo maschile
Secondo la teoria femminista, lo sguardo maschile (in inglese male gaze) sarebbe l'atto di raffigurare l'universo femminile, nelle arti visive e nella letteratura, da una prospettiva maschile, eterosessuale, che porterebbe a una rappresentazione delle donne come oggetti sessuali atti a soddisfare lo spettatore maschio.
Nelle arti, lo sguardo maschile può avere tre prospettive:
- quella dell'uomo dietro la macchina da presa;
- quella dei personaggi maschili all'interno delle rappresentazioni cinematografiche;
- quella dello spettatore che guarda la rappresentazione.[4][5]

La critica cinematografica Laura Mulvey coniò il termine male gaze, in contrasto con female gaze ("sguardo femminile"). Come modo di vedere le donne e il mondo, la psicologia dello sguardo maschile sarebbe paragonabile alla psicologia di scopofilia, il piacere di guardare; quindi, i termini scopofilia e scoptophilia identificano sia i piaceri estetici sia i piaceri sessuali derivati dal guardare qualcuno o qualcosa.